# Shin Dong-hyuk

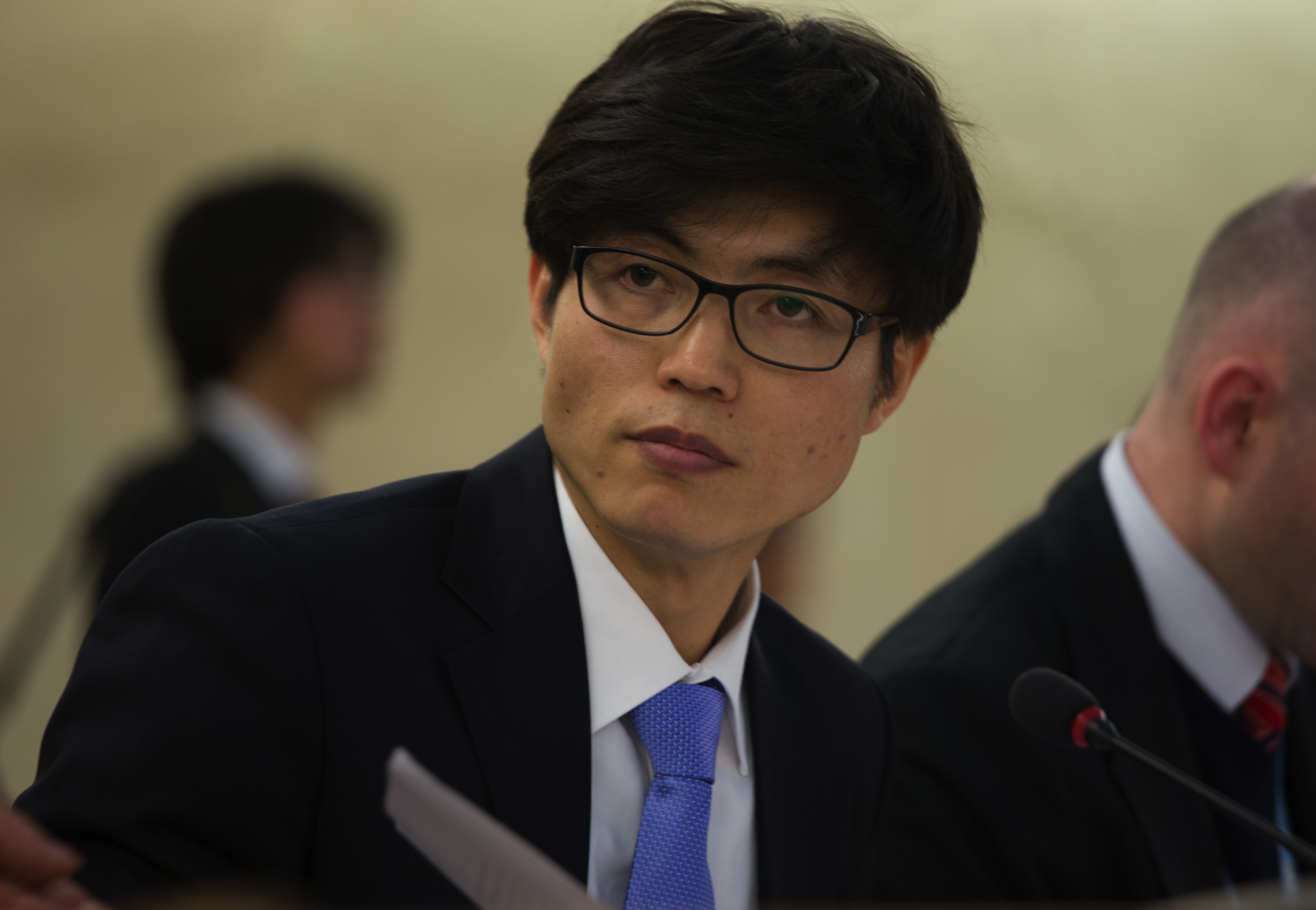
Shin Dong-hyuk (2014)

Shin Dong-hyuk (* 19. November 1982 im Internierungslager Kaech’ŏn in Nordkorea) ist ein koreanischer Menschenrechtsaktivist. Er ist der bisher einzige nordkoreanische Flüchtling, der in einem Strafgefangenenlager geboren wurde, dort aufwuchs und von dort entkommen konnte. Er hat gegenüber Menschenrechtsorganisationen ausgesagt, um auf die Situation der Menschen im Internierungslager Kaech'ŏn und zahlreichen ähnlichen Lagern in Nordkorea aufmerksam zu machen.
Seine im Jahr 2012 erschienene Biografie wurde ein Bestseller. Noch im gleichen Jahr kam ein Spielfilm heraus, der auf dem Buch beruht. Im Jahr 2015 kamen jedoch Zweifel über den vollständigen Wahrheitsgehalt seiner Aussagen auf. Shin hatte „entscheidende Teile“ seiner Geschichte „verändert“, und er gab schließlich zu, dass Teile seiner Geschichte nicht wahr seien.

## Erste Version von Shins Biografie
Die nachfolgende Version seiner Biografie entspricht der, die Shin Dong-hyuk dem ehemaligen Journalisten der Washington Post, Blaine Harden, nach seiner Flucht berichtet hatte, und die Harden zu einem Bestseller verarbeitete.
Shin Dong-hyuk wurde im Internierungslager Kaech’ŏn geboren, in dem Gefangene zur lebenslangen Zwangsarbeit festgesetzt werden und durchschnittlich im Alter von 45 Jahren sterben. Shins Eltern wurden durch arrangierte Ehe verheiratet und durften als Belohnung für gute Arbeit mehrmals pro Jahr Geschlechtsverkehr haben. Shin, der bis zum Alter von 12 Jahren bei seiner Mutter lebte, hatte nur wenige Kontakte zu seinem Vater, der in einem anderen Teil des Lagers lebte. Er sah seine Mutter als Konkurrentin um die geringen Nahrungsrationen und hatte keine Bindung zu seinen Eltern oder seinem Bruder. Das Wachpersonal erklärte Shin, dass er eingesperrt sei, da seine Eltern Verbrechen gegen den Staat begangen hätten und dass er hart arbeiten und stets den Wächtern folgen müsste, andernfalls würde er bestraft oder hingerichtet werden. Shin erlebte regelmäßige Gewalt im Lager und beobachtete dutzende Hinrichtungen pro Jahr. Ein Aufseher schnitt Shin einen Teil eines Fingers als Strafe für das Fallenlassen einer Nähmaschine ab. Er beobachtete regelmäßige Übergriffe auf erwachsene und minderjährige Gefangene. Shin gab an, dass er Ratten, Frösche und Insekten aß und andere Gefangene denunzierte, in der Hoffnung auf diese Weise zu überleben.
Im Alter von 14 Jahren hörte Shin ein Gespräch zwischen seiner Mutter und seinem Bruder, die einen Fluchtversuch planten. Gemäß der ihm erteilten Instruktionen meldete er dies der Lageraufsicht. Infolgedessen wurde Shin mehrere Tage von Wächtern gefoltert, um weitere Informationen zu erhalten. Dabei wurde ein Holzkohlenfeuer unter seinem Rücken entzündet, während ein Wächter einen Haken in seinen Rücken trieb, um ihn an der Bewegung zu hindern. Diese Maßnahmen fügten Shin dauerhafte Gesundheitsschäden zu. Am 29. November 1996 wurde Shin dazu gezwungen, der öffentlichen Exekution seiner Mutter und seines Bruders beizuwohnen. Shin war zum damaligen Zeitpunkt überzeugt, dass seine Mutter zu Recht getötet wurde, und erkannte die ganze Tragweite seines Handelns erst zu einem späteren Zeitpunkt.
2005 gelang Shin die Flucht, dabei starb jedoch sein Freund Park, der ihm von der Außenwelt erzählt hatte. Er floh über 600 km nach China und kam von dort aus über Umwege zur Menschenrechtsorganisation Link, für die er später Vorträge hielt. Er war dort jedoch nur kurzzeitig aktiv.

## Buch und Film
Am 29. März 2012 erschien das Buch Escape from Camp 14: One Man's Remarkable Odyssey from North Korea to Freedom in the West des Journalisten Blaine Harden über Shins Leben in Gefangenschaft, seine Flucht und seine Zeit danach. Am 14. September 2012 erschien die deutsche Übersetzung unter dem Titel Flucht aus Lager 14 bei der Deutschen Verlags-Anstalt. Im November 2012 lief der Film Camp 14 – Total Control Zone in den Kinos an. Shin  hielt Vorträge auf der ganzen Welt.

## Zweifel an Shins Glaubwürdigkeit
Im Januar 2015 veröffentlichte die nordkoreanische Regierung ein Video, das angeblich Shins Vater zeigt, der die Geschichte seines Sohnes als Fälschung bezeichnet.
Als Shin dazu befragt wurde, widerrief er Teile seiner Geschichte und erklärte, dass entscheidende Teile seiner Erzählung nicht wahr seien, darunter Abschnitte über seinen Aufenthalt im Lager 14 und wie alt er war, als er gefoltert wurde.
Kim Young-soon, eine Überlebende des Lagers 15, sagte, Shin habe bereits zuvor entscheidende Elemente seiner Geschichte verändert, und „viele Überläufer schmücken ihre Geschichten aus […] Ich hoffe, dass es unter den Überläufern mehr Ehrlichkeit gibt, und nicht Lügen, um Geld zu verdienen“.
Blaine Harden, der Autor des Bestsellers über Shin, sagte, dass ein guter Teil der revidierten Erzählung mit Shins ursprünglicher Erzählung und mit dessen Aussage vor der UNO-Kommission übereinstimme, „aber er hat Details über sein früheres Leben deutlich verändert, und Daten und Orte wichtiger Ereignisse grundlegend verändert“. Michael Kirby, der australische Richter und Vorsitzende der UNO-Kommission, sagte, die Änderungen in Shins Geschichte würden nichts an dem UNO-Bericht über Menschenrechtsverletzungen in Nordkorea ändern, und Shin „ist kein Betrüger“. Shin erklärte einige „Fehler“ damit, dass er auf diese Weise besser mit den schmerzlichen Erlebnissen umgehen könne.